# Universidade Benadir
A Universidade Benadir (BU) (em somali: Jaamacadda Banadir; em árabe: جامعة بنادر), também conhecida como a Universidade de Benadir, é uma universidade privada localizada em Mogadíscio, capital da Somália.

## História
A Universidade Benadir foi fundada em outubro de 2002, como uma escola de medicina para ajudar a treinar os médicos locais na Somália.
Em 2013, foram identificados 2 385 estudantes na universidade. Esta possui, ainda, sete faculdades: Faculdade de Medicina e Cirurgia, Faculdade de Educação, Faculdade de Ciência e Computação, Faculdade de Engenharia, Faculdade de Agricultura, Faculdade de Direito, Faculdade de Veterinária e Ciência.